# 3-Fluorobenzaldeído
3-Fluorobenzaldeído, m-Fluorobenzaldeído ou meta-Fluorobenzaldeído, é o composto orgânico, um dos três isômeros fluorobenzaldeído, de fórmula C7H5FO e massa molecular 124,12. É sensível ao ar. É inflamável, irrita pele e olhos.

## Síntese
Pode ser obtido a partir do 3-fluorotolueno por oxidação seletiva em fase gasosa na presença de catalisador de óxido de ferro e molibdênio e boralita.

## Aplicações
Pode ser usado como aldeído para reação de condensação (ciclocondensação) na produção de dihidropiridinas.